# Brixia Mod. 35
45-мм миномёт Brixia Mod. 35 — итальянский пехотный миномёт 1930-х годов, который применялся итальянскими войсками в ходе Второй мировой войны.

## История
Миномёт был принят на вооружение итальянской армии в 1935 году.
Малоэффективность 45-мм миномёта была выявлена уже в ходе войны в Испании.
Перед началом Второй мировой войны, в 1939 году каждой итальянской пехотной дивизии по штату полагалось 126 шт. 45-мм миномётов, моторизованной дивизии — 56 шт., горнострелковой дивизии — 54 шт. 45-мм миномётов.
Летом 1940 года в составе итальянской армии началось создание штурмовых подразделений (Guastatori del Genio), 30 сентября 1940 года первые 4 штурмовые роты завершили подготовку. Каждой штурмовой роте по штату полагалось восемь 45-мм миномётов.
Также, 45-мм миномёты поступали на вооружение итальянской морской пехоты.
Кроме того, для итальянской армии было выпущено некоторое количество самоходных миномётов (представлявших собой 45-мм миномёт, установленный на танкетке CV3/33). В октябре — декабре 1940 года первые самоходные миномёты появились в двух танковых батальонах итальянской армии, а в 1941 году — в танковой дивизии «Ариете», они использовались в боях в Северной Африке

## Боеприпасы
Для стрельбы использовались:
- 45-мм осколочные мины массой 480 грамм
- 45-мм дымовые мины[6]
- 45-мм учебные мины — без взрывателя, с инертным снаряжением (применялись для обучения стрельбе)

## Страны-эксплуатанты
- Италия
- Нацистская Германия — использовался под наименованием 4,5 cm Granatwerfer 176 (i) до окончания войны в 1945 году[7]
- Королевство Греция — некоторое количество трофейных миномётов использовалось греческой армией в 1940—1941 гг. в ходе оборонительной войны против итальянских войск. После итало-немецкого вторжения в апреле 1941 года и оккупации Греции трофейные миномёты использовали греческие партизаны
- Югославия — трофейные миномёты использовали партизанские отряды и части Народно-освободительной армии Югославии[8]. Кроме того, один 45-мм миномёт был установлен на патрульный катер PČ-54 «Turist» ВМС НОАЮ